# Helene Matthies
Helene Matthies (* 20. Mai 1890 in Braunschweig; † 10. April 1974 ebenda) war eine deutsche Lehrerin und Schriftstellerin.

## Leben
Helene Matthies wurde 1890 in Braunschweig geboren. Sie entstammte einer alteingesessenen Braunschweiger Familie. Sie besuchte in ihrer Heimatstadt die Bürgerschule und anschließend die Höhere Mädchenschule. Nach der Ausbildung zur Lehrerin und abgeschlossenem Examen für alle Schularten ging Matthies im Jahr 1911 an eine höhere Privatschule nach Braunlage. Während des Ersten Weltkriegs wohnte sie wieder in Braunschweig und unterrichtete an der dortigen Krüppel-Heimschule. Sie wechselte 1918 an die Städtische Höhere Mädchenschule, wo sie Deutsch, Religion, Englisch und Französisch unterrichtete. Ende der 1920er Jahre wurde sie in das braunschweigische Landesschulamt berufen. Dort trat sie für Unterrichtsreformen ein und etablierte Weiterbildungskurse für Lehrerinnen. Sie leitete zwölf Jahre lang den Braunschweiger Lehrerinnenverein. Sie war in ihrer beruflichen Laufbahn zuletzt Leiterin der Mittelschule Heydenstraße und trat 1956 in den Ruhestand. Nach ihrer Pensionierung war sie weiterhin im sozialen und kirchlichen Dienst aktiv und war Vorsitzende des Ortsverbandes des Deutsch-Evangelischen Frauenbundes.
Matthies wohnte zuletzt in der Wilhelm-Bode-Straße in Braunschweig. Sie starb im April 1974 im Alter von 83 Jahren in Braunschweig.
Helene Matthies war auch schriftstellerisch tätig. Sie verfasste Kurzgeschichten, Novellen, Gedichte sowie Romane über historische Persönlichkeiten. Ihr bekanntestes Buch Lottine über Herzogin Philippine Charlotte wurde in Braunschweig mit großem Interesse aufgenommen. In der Folge brachte die Porzellanmanufaktur Fürstenberg eine gleichnamige Produktserie auf den Markt. Matthies war dem Freundeskreis des Großen Waisenhauses verbunden, in dessen Zeitschrift sie regelmäßig publizierte.

## Schriften (Auswahl)
- Ein Weltkind Gottes, Leben der Amalie Sieveking, 1927.
- Wilhelm Löhe, 1952.
- Lottine. Lebensbild der Philippine Charlotte, Schwester Friedrichs des Großen, Gemahlin Karls I. von Braunschweig, 1958.
- Verloren und wiedergefunden, Erzählungen, 1967.
- Amalie und Luise Löbbecke – „Jederzeit zu sprechen“. Zwei Braunschweiger Wohltäterinnen. In: Braunschweigische Heimat 54, 1968, S. 101–107. (online)